# ميرزا وصفي
الفريق ميرزا باشا وصفي (1837 - 1932) يعد أكبر وأشهر زعماء الشراكسة في الأردن والمناطق المجاورة طيلة حياته. وُلد في شمال القفقاس، ويعود نسبه إلى غازي قوموق وينتمي لقبيلة الأبزاخ الشركسية.
هاجر ميرزا وصفي أولاً إلى صربيا عام 1864م. حاول مقاومة التهجير القسري للشراكسة ولكن السلطات العثمانية لم تمكنه من ذلك، وعرضت عليه الالتحاق بالخدمة العسكرية برتبة ضابط، فالتحق بالخدمة العسكرية عام 1872م، وشكّل فرقة عسكرية شركسية خاض بها عدة معارك انتصر في العديد منها، كحرب الصرب عام 1876م، وحرب الجبل الأسود، ومعركة بلفنة ضد الروس في بلغاريا عام 1877م، والتي استطاع الروس خلالها أسر فرقتين عثمانيتين. ولكن ميرزا باشا اخترق الحصار بفرقته الشركسية ولم يقع بالأسر وخاض معركة قارص مع روسيا عام 1877م أيضاً، ومعارك الدردنيل ضد الإنجليز وحرب قناة السويس ضد الحلفاء ومعارك غزة، والتي مكنت القوات العثمانية من الانسحاب بأقل الخسائر من مناطق قناة السويس وغزة وبلاد الشام في نهاية الحرب العالمية الأولى.
كان ميرزا باشا وصفي في مقدمة زعماء عمان والأردن الذين سارعوا لاستقبال الملك عبد الله الأول بن الحسين عند قدومه اميراً إلى الأردن لتأسيس إمارة شرق الأردن عام 1921م، والتي أصبحت فيما بعد المملكة الأردنية الهاشمية. قدّم جهوده المُخلِصة وخبراته العسكرية والسياسية الطويلة لخدمة أمير البلاد ومليكها فيما بعد بإذنه تعالى الملك عبد الله الأول بن الحسين، فمنحه الأمير رتبة فريق، وعيّنه قائداً عاماً لسلاح الفرسان ومرافقاً عسكرياً لسموه.
توفي في يوم 24 نيسان عام 1932م، عن عمر يناهز 95 عاماً. شارك أمير البلاد والوزراء والأعيان والنواب والوجهاء في تشييع جنازته، وقد عطلت الدوائر الحكومية الأردنية في ذلك اليوم حدادا على وفاته.